# 格奧爾根貝格山 (庫赫爾)
47°38′06″N 13°09′35″E / 47.63503744°N 13.15961884°E

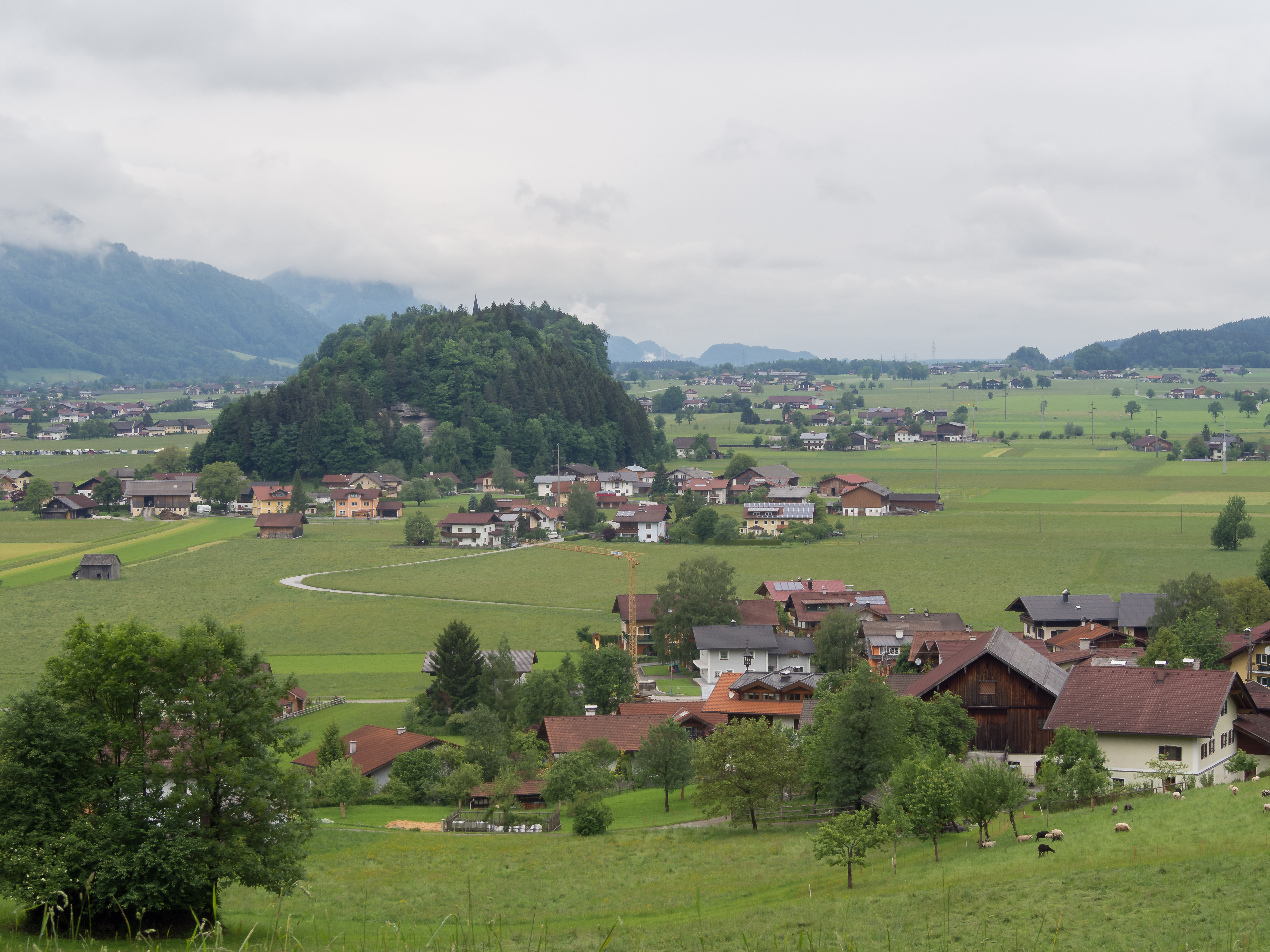

格奧爾根貝格山（德語：Georgenberg），是奧地利的山峰，位於該國中部，由薩爾茨堡州負責管轄，處於庫赫爾，該山峰海拔高度528米，山體在更新世時期形成。